# DKPs 15. partikongres 1946
DKPs 15. partikongres 1946 er en dansk dokumentarisk optagelse fra 1946 med en reportage fra Danmarks Kommunistiske Partis 15. partikongres, der blev afholdt fra den 24. til den 26. januar 1946 i Aarhus. Filmen er bevaret uden lydspor på DFI's database.

## Handling
Delegerede ankommer til Aarhushallen. Der lyttes til talere og der klappes. Aksel Larsen taler. DKU er repræsenteret. Samtaler og diskussioner.